# Versöhnungskirche (Zwickau-Niederplanitz)

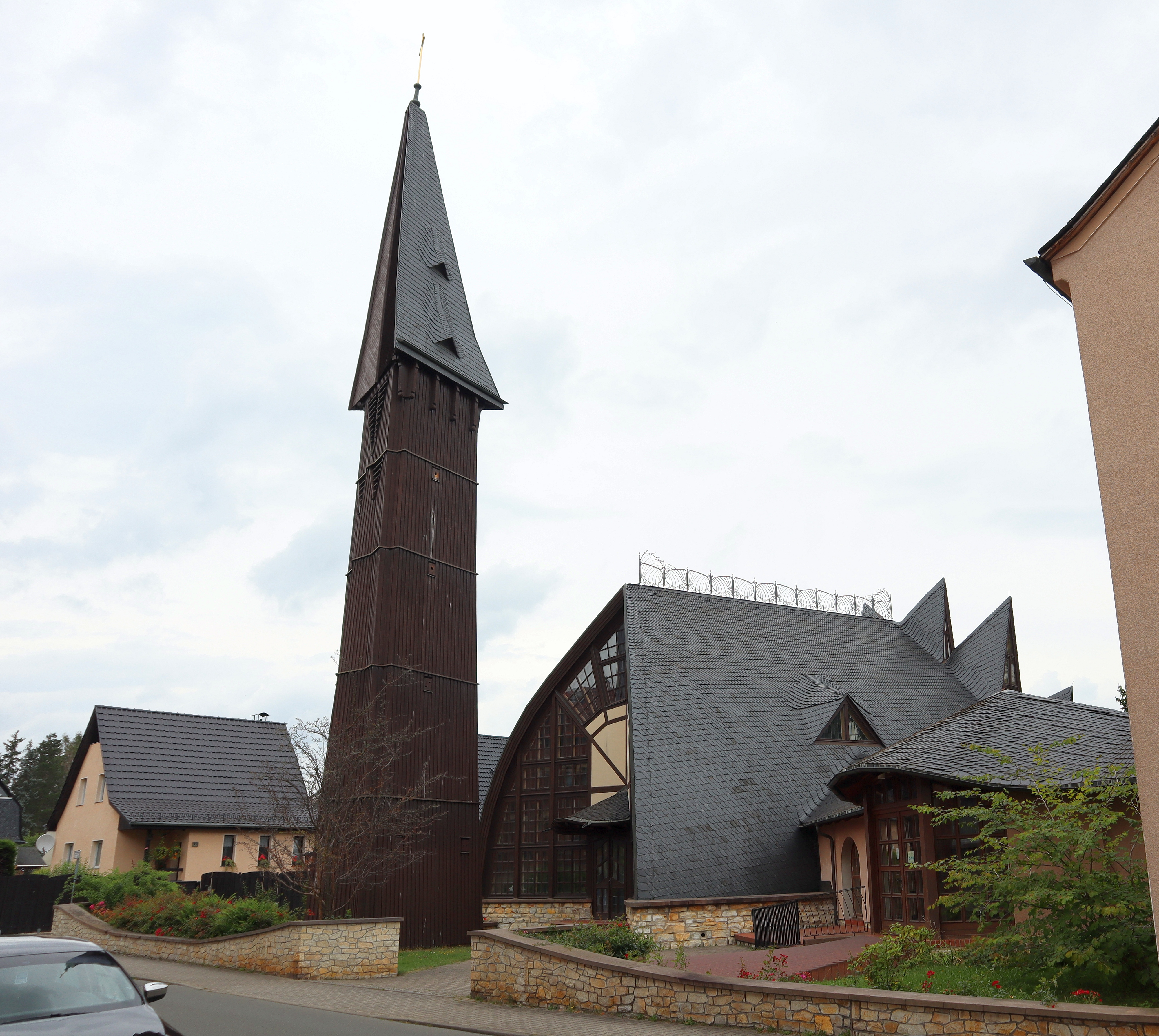
Versöhnungskirche

Die Versöhnungskirche im Zwickauer Stadtteil Niederplanitz ist ein Kirchengebäude der evangelisch-lutherischen Landeskirche Sachsens. Sie war 1991 der erste Kirchenneubau nach der Wiedervereinigung in der Evangelisch-Lutherischen Landeskirche Sachsens, ihre Planung und Finanzierung stammt aus einem Kirchenbauprogramm in der DDR. 

## Lage
Das Kirchengrundstück befindet sich an der Erich-Mühsam-Straße 48, etwas abseits der seit 1973 neu angelegten Plattenbausiedlung. In der Nachbarschaft der Kirche stehen Vorstadthäuser des 19. Jahrhunderts; hinter der Kirche erstreckt sich eine Kleingartenanlage.

## Geschichte
Am 1. Januar 1977 wurde die Versöhnungsgemeinde Neuplanitz für die evangelischen Christen, die in den neu entstehenden Stadtteil Neuplanitz zogen, gegründet. Der erste Gottesdienst fand in der Ossietzkystraße 15 statt. 1981 konnte in der Erich-Mühsam-Straße ein Wohnhaus und Teil des jetzigen Kirchengrundstücks erworben werden. (Das renovierte Wohnhaus befindet sich neben dem Kirchenneubau und ist mit diesem architektonisch verbunden.)
Seit 1986 plante die Gemeinde, ein Kirchengebäude in traditioneller Konstruktionsweise in dem jungen Stadtteil zu errichten. Der Architekt war Andreas Weise. Die vorwiegenden Baumaterialien waren Holz, Schiefer und Glas sowie Naturstein und Ziegel für die Grundmauern. Zunächst war ein Gebäude in Holzbinderkonstruktion geplant, da Bauholz (Esche und Kiefer) aus kircheneigenen Wäldern reichlich zur Verfügung stand. Nach der Wiedervereinigung wurden auch Baumaterialien wie Moselschiefer für den Kirchbau genutzt.
Weise bezog sich mit seinem Erstlingswerk auf die Kirchen Otto Bartnings, aber auch auf die organische Architektur Ungarns (Imre Makovecz). Die Grundsteinlegung war am 13. Juli 1990, die Kirchweihe am 1. Dezember 1991.

## Architektur
Die in klassischer Weise geostete Kirche hat einen ovalen Grundriss, wobei im Westen ein Segment ausgespart wurde. Der 30 Meter hohe freistehende Glockenturm hat den Grundriss eines lateinischen Kreuzes. Der Kirchenraum erinnert an einen umgedrehten Schiffsrumpf.

## Ausstattung
Der von Arend Zwicker gestaltete Altar ist ein monumentaler Sandsteinblock. Das an der Vorderseite erkennbare schlanke Kreuz ist das einzige Kreuz im gesamten Kirchenraum. Den Altar überspannt ein sechs Meter hoher, unsymmetrischer „Versöhnungbogen“ aus roh behauenem Stahl. Er erinnert an die Dornenkrone. Der Osterleuchter aus Schmiedeeisen ist ein Werk Adam Dürningers aus Herrnhut. Taufbecken und Ambo, zwei Holzarbeiten nach Entwürfen des Architekten Weise, sind als bewegliches Inventar konzipiert. Die Orgel stammt von der Firma Groß & Soldan und wurde als Opus 2 im Jahr 1996 erbaut.

## Geläut
Das Geläut besteht aus drei Bronzeglocken, der Glockenstuhl ist aus Eichenholz und wurde 1992 erstellt, wie auch die Joche, gefertigt
Im Folgenden eine Datenübersicht des Geläutes:
| Nr. | Gussdatum | Gießer                                  | Durchmesser | Masse  | Schlagton |
| --- | --------- | --------------------------------------- | ----------- | ------ | --------- |
| 1   | 1992      | Glockengießerei Petit & Gebr. Edelbrock | 815 mm      | 330 kg | h′        |
| 2   | 1992      | Glockengießerei Petit & Gebr. Edelbrock | 670 mm      | 210 kg | dis″      |
| 3   | 1992      | Glockengießerei Petit & Gebr. Edelbrock | 575 mm      | 130 kg | fis″      |